# Cheiramiona simplicitarsis
Cheiramiona simplicitarsis is een spinnensoort uit de familie van de Cheiracanthiidae.
De wetenschappelijke naam van de soort werd in 1910 als Cheiracanthium simplicitarse gepubliceerd door Eugène Simon.